# رمز اتبش

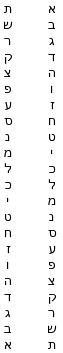
رمز اتبش در الفبای عبری

رمز اتبش (به عبری: אתבש) یک سیستم رمزنگاری جانشینی تک‌الفبایی است. این رمز، که در اصل برای رمزگذاری متون در الفبای عبری استفاده می‌شده، می‌تواند در هر سیستم نوشتاری با الفبای مرتب مورد استفاده قرار گیرد. 

## رمزگذاری
رمز اتبش از خانواده رمزهای جانشینی تک‌الفبایی است. رابطهٔ بین الفبای آشکار و الفبای رمز، از معکوس کردن ترتیب حروف به دست می‌آید. به این ترتیب که در متن رمزشده، به جای حرف اول الفبا از حرف آخر الفبا استفاده می‌شود، به جای حرف دوم از حرف ماقبل آخر استفاده می‌شود و الی آخر. به عنوان مثال، رمزگذاری متن در الفبای انگلیسی با استفاده از جدول زیر انجام می‌شود:
| الفبای آشکار | A | B | C | D | E | F | G | H | I | J | K | L | M | N | O | P | Q | R | S | T | U | V | W | X | Y | Z |
| الفبای رمز   | Z | Y | X | W | V | U | T | S | R | Q | P | O | N | M | L | K | J | I | H | G | F | E | D | C | B | A |

با توجه به این‌که تبدیل فوق تنها به یک روش قابل انجام است و کلیدی برای رمزنگاری وجود ندارد، رمز اتبش امنیتی برای ارتباطات فراهم نمی‌کند. اگر چند ترتیب مختلف برای الفبا وجود داشته باشد (مثلاً ترتیب عادی حروف در الفبای فارسی و ترتیب حروف ابجد)، انتخاب ترتیب مناسب می‌تواند به عنوان کلید درنظر گرفته شود. اما با این وجود هم امنیت قابل ملاحظه‌ای به‌دست نخواهد آمد، زیرا تنها دانستن چند حرف برای شکستن کل رمز کافی خواهد بود.

## تاریخچه
نام این رمز از حروف اول، آخر، دوم و ماقبل آخر الفبای عبری (الف، تاو، بت، شین) گرفته شده. چند نمونه استفاده از این رمز در عهد عتیق مشاهده می‌شود. برای مثال، در سفر بیست و پنج کتاب ارمیا از «پادشاه ششک» نام برده شده که ششک در این متن، رمز شدهٔ بابل با رمز اتبش است (בבל bbl به ששך ššk).